# Тандем прусик
Та́ндем пру́сик (от англ. Tandem Prusik) — система из пары схватывающих узлов Прусика, завязанных 8 мм корделетом в 3 оборота на расстоянии 10 см друг от друга. При использовании системы «тандем прусик» для страховки, крепят к станции с помощью узла «радиум» («плавающее» крепление узлов Прусика к станции необходимо для того, чтобы после задержания срыва можно было снять нагрузку с затянувшихся узлов и продолжить работу по страховке). Установленные тандемом на альпинистскую верёвку обеспечивают надёжное удержание груза, если произошёл отказ грузовой верёвки. Система — незаменима при спасательных работах для организации страховки тяжёлого груза. Рекомендуют использовать при натяжении навесной переправы, страховке людей и грузов на этих дорогах. Альпинистская верёвка может протравливаться через узлы в пределах 30—60 см. В начале 1990-х годов в Канаде, США, Новой Зеландии система «тандем прусик» была принята на вооружение спасателями в качестве основного рекомендованного способа страховки при спуске двух человек. За годы использования система страховки «тандем прусик» показала высокую надёжность. Несмотря на то, что сейчас есть другие устройства, предназначенные для страховки двух человек, система «тандем прусик» является самым популярным способом страховки, который используют для работы в горах профессиональные и добровольные спасательные подразделения в Канаде, США, Новой Зеландии. В этих странах систему «тандем прусик» в обязательном порядке изучают на профессиональных курсах спасательной подготовки.

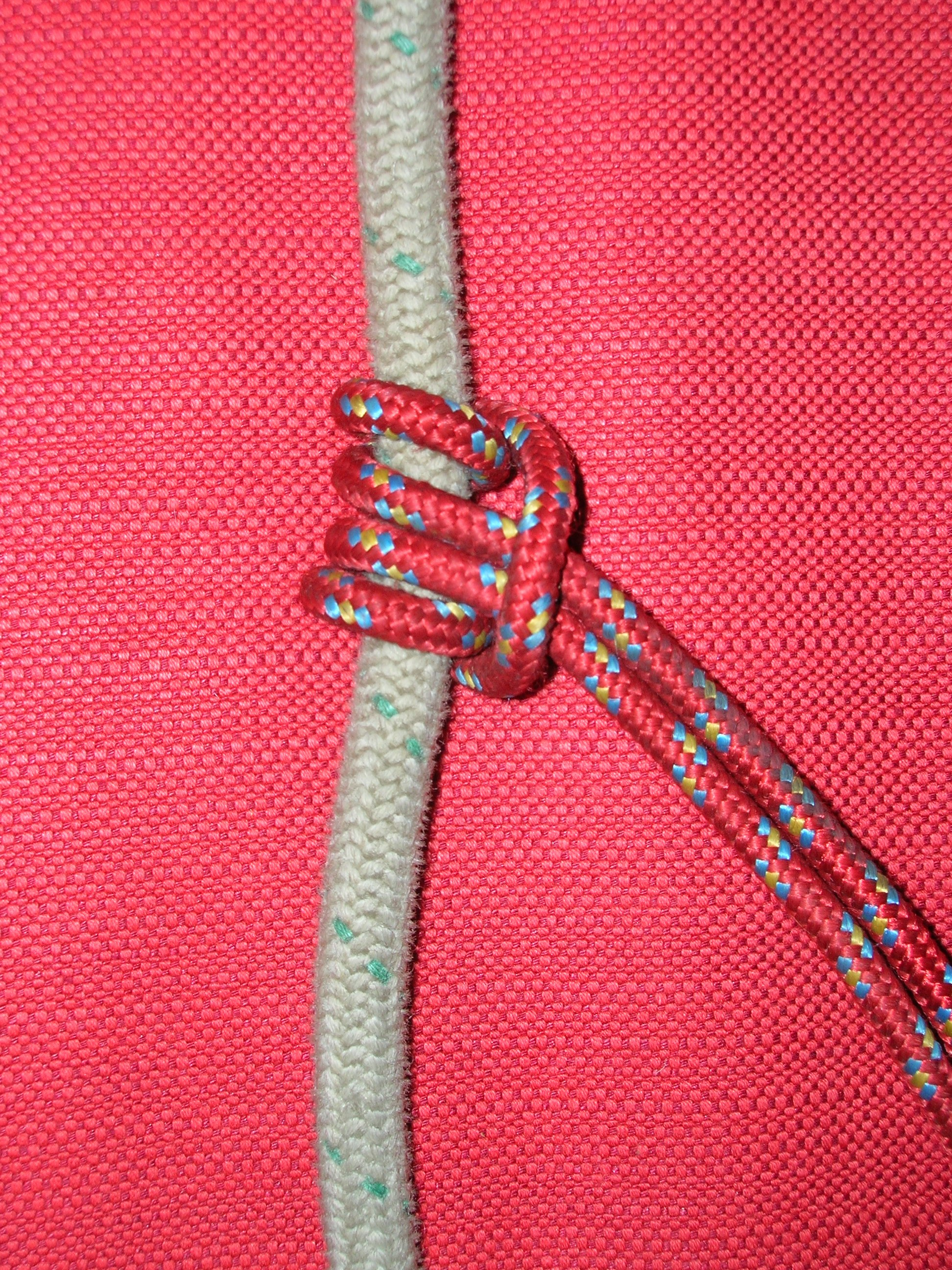
узел Прусика из двух оборотов

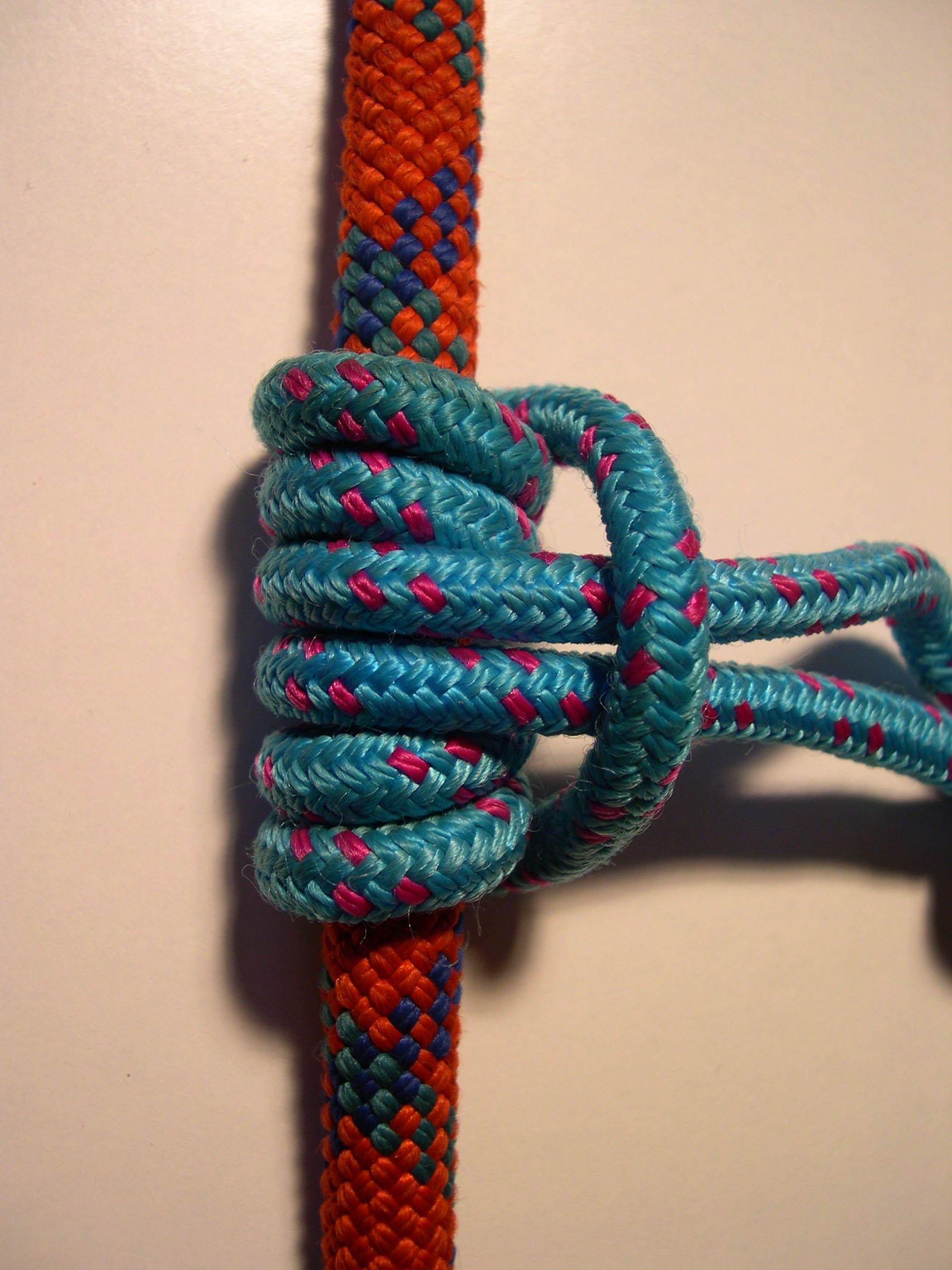
петлёй репшнура завязан узел Прусика из трёх оборотов на альпинистской верёвке

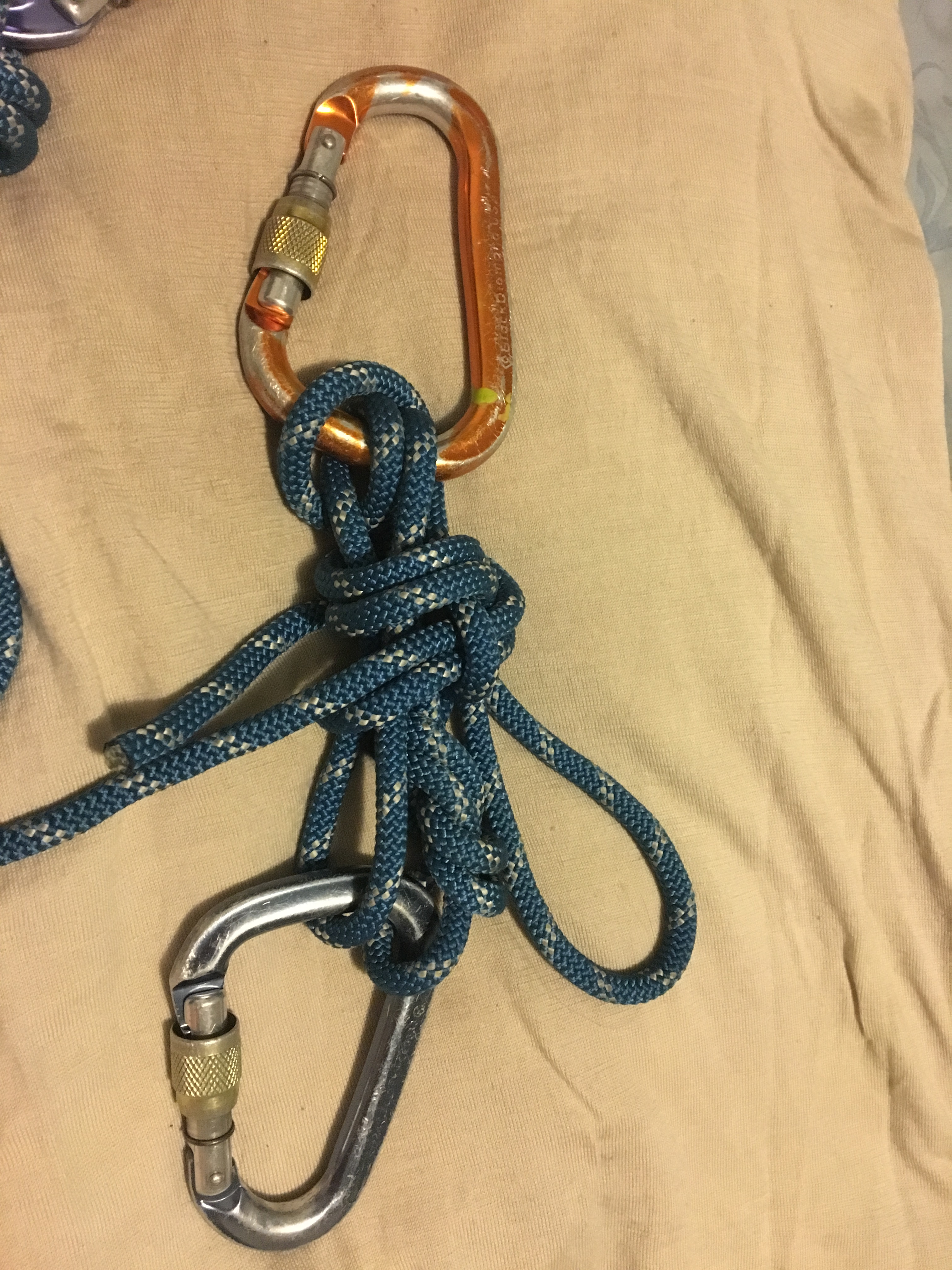
узел «радиум»

## Способ завязывания
1. Связать 2 петли из 8 мм корделета узлами «грейпвайн» со свободными концами в 10 диаметров верёвки (по канадским стандартам петли для узлов Прусика завязывают из отрезков 8 мм репшнура стандартной длины, для короткой петли — 135 см, длинной петли — 165 см. В связанном виде длина короткой петли — 40 см, длинной петли — 57 см).
2. Завязать узлы Прусика в 3 оборота на альпинистской верёвке на расстоянии 10—12 см друг от друга.
3. Вщёлкнуть узлы Прусика в карабин.
4. Замуфтовать карабин.

Правильное использование
Критически важным является положение рук спасателя при использовании тандема прусика для страховки.

## Признаки
Плюсы
- Узел — надёжен

Минусы
- Необходимо наличие карабинов
- Плохо срабатывает на обледенелой верёвке
- Система «тандем прусик» не является автоматической и её надежность в очень большой степени зависит от правильной техники работы страхующего. Для отработки навыков надёжной работы с системой «тандем прусик» спасателям необходимо много тренироваться

## Применение
В спасательных работах
- В спасательных работах применяют тандем прусик для страховки груза
- При натяжении навесной переправы